# العلاقات البرازيلية البالاوية
العلاقات البرازيلية البالاوية هي العلاقات الثنائية التي تجمع بين البرازيل وبالاو.

## مقارنة بين البلدين
هذه مقارنة عامة ومرجعية للدولتين:
| وجه المقارنة                                              | البرازيل | بالاو                         |
| --------------------------------------------------------- | --- | ----------------------------- |
| المساحة (كم2)                                             | 8.52 مليون | 465                           |
| عدد السكان (نسمة)                                         | 202.66 مليون | 21.73 ألف                     |
| الكثافة السكانية (ن./كم²)                                 | 23.79 | 4.67 ألف                      |
| العاصمة                                                   | برازيليا، ريو دي جانيرو | نغيرولمود، كورور              |
| اللغة الرسمية                                             | برتغالية برازيلية، Brazilian Sign Language ‏ | لغة إنجليزية، اللغة البالاوية |
| العملة                                                    | ريال برازيلي، كروزيرو ريال برازيلي ‏، كروزيرو البرازيلية (1990–1993)، البرازيلي كروزادو نوفو، كروزادو برازيلي، cruzeiro ‏، كروزيرو البرازيلية (1942–1967)، الريال البرازيلي (قديم) | دولار أمريكي                  |
| الناتج المحلي الإجمالي (بليون دولار)                      | 2.06 تريليون | 291.54 مليون                  |
| الناتج المحلي الإجمالي (تعادل القوة الشرائية) بليون دولار | 3.22 تريليون | 326.12 مليون                  |
| الناتج المحلي الإجمالي الاسمي للفرد دولار أمريكي          | 8.54 ألف | 13.50 ألف                     |
| الناتج المحلي الإجمالي للفرد دولار أمريكي                 | 15.89 ألف | 14.76 ألف                     |
| مؤشر التنمية البشرية                                      | 0.754 | 0.780                         |
| رمز المكالمات الدولي                                      | +55 | +680                          |
| رمز الإنترنت                                              | .br | .pw                           |
| المنطقة الزمنية                                           | | ت ع م+09:00                   |

## منظمات دولية مشتركة
يشترك البلدان في عضوية مجموعة من المنظمات الدولية، منها:
| علم المنظمة | اسم المنظمة                        | تاريخ انضمام البرازيل | تاريخ انضمام بالاو |
| ----------- | ---------------------------------- | --------------------- | ------------------ |
|             | مؤسسة التنمية الدولية              | 15 مارس 1963          | 16 ديسمبر 1997     |
|             | الأمم المتحدة                      | 24 أكتوبر 1945        | 15 ديسمبر 1994     |
|             | منظمة حظر الأسلحة الكيميائية       | ?                     | ?                  |
|             | مؤسسة التمويل الدولية              | 31 ديسمبر 1956        | 16 ديسمبر 1997     |
|             | وكالة ضمان الاستثمار متعدد الأطراف | 7 يناير 1993          | 16 ديسمبر 1997     |
|             | يونسكو                             | 4 نوفمبر 1946         | 20 سبتمبر 1999     |
|             | البنك الدولي للإنشاء والتعمير      | 14 يناير 1946         | 16 ديسمبر 1997     |

## وصلات خارجية
- موقع وزارة الخارجية البرازيلية